# Hymenophyllum inaequale
Hymenophyllum inaequale là một loài thực vật có mạch trong họ Hymenophyllaceae. Loài này được (Poir.) Desv. miêu tả khoa học đầu tiên năm 1827.